# 더블 드래곤 II: 더 리벤지 (패밀리 컴퓨터 게임)
《더블 드래곤 II: 더 리벤지》는 테크노스 재팬이 발매한 1989년 진행형 격투 게임이다. 패밀리 컴퓨터로 발매된 두 번째 《더블 드래곤》 게임으로, 1988년에 발매된 아케이드판 《더블 드래곤 II》와 제목, 겉표지 및 대략적인 줄거리를 공유하나 게임 내용은 현저히 다른 독자적인 작품이다. 북미에서는 어클레임 엔터테인먼트가 배급했다.
최대 2인 협동 플레이를 지원하며, 플레이어는 주인공 빌리 리 혹은 지미 리를 조종해 빌리의 여자친구 마리안을 살해한 섀도 워리어즈에게 복수하는 이야기를 그린다. 총 9개의 스테이지가 존재하며 가장 어려운 난이도를 선택해야 진결말을 볼 수 있다.
1993년, 이 판에 기반한 《더블 드래곤 II》가 PC 엔진 CD로 이식됐다. 목소리 연기가 있는 컷신이 추가되고 CD 음악을 지원하는 차이점이 있다.

## 음악
1990년 3월 10일, 일본 회사 멜댁이 게임 사운드트랙 〈더블 드래곤 II: 더 리벤지〉를 출시했다. 야마네 카즈나카가 작곡한 원작 음악을 어레인지한 것이 특징으로 하라 카즈히로와 타나하시 노부히토가 어레인지를 담당했다. 가수 모로즈미 마나미가 부른 더블 드래곤 J-POP 오프닝 곡 "Dead or Alive"도 수록됐다.
| #   | 제목                                                     | 재생 시간 |
| --- | -------------------------------------------------------- | --------- |
| 1.  | 〈Dead or Alive (Opening Theme) - Female Vocal Version〉 |           |
| 2.  | 〈動き出した復讐鬼〉                                     |           |
| 3.  | 〈静かなる追跡〉                                         |           |
| 4.  | 〈緊迫の夜空〉                                           |           |
| 5.  | 〈朝焼けの快進撃〉                                       |           |
| 6.  | 〈森を抜けて〉                                           |           |
| 7.  | 〈邪神〉                                                 |           |
| 8.  | 〈難関突破〉                                             |           |
| 9.  | 〈敵基地を行く〉                                         |           |
| 10. | 〈双龍の雄叫び〉                                         |           |
| 11. | 〈双龍の奇跡〉                                           |           |
| 12. | 〈懐かしき思い出〉                                       |           |
| 13. | 〈"Dead or Alive" (Edit Version)〉                       |           |

## 참조

### 내용주
1. ↑  영어: Double Dragon II: The Revenge, 일본어: ダブルドラゴンII ザ・リベンジ